# Alataou (métro d'Almaty)
Pour les articles homonymes, voir Alatau.
Alataou (kazakh : Алатау (Alatau) ; russe : Алатау) est une station de la ligne 1 du métro d'Almaty. Elle est située à Almaty au Kazakhstan.
Elle est mise en service en 2011, avec le premier tronçon du métro, dont elle est alors un terminus. Elle devient une station de passage en 2015, lors de l'ouverture du tronçon suivant.

## Situation sur le réseau
Établie en souterrain, Alataou est une station de la Ligne 1 du métro d'Almaty, située entre la station Moukhtar Äouezov atyndaghy teatry, en direction de la station terminus nord (provisoire) Raïymbek batyr, et la station Saïran, en direction de la station terminus sud (provisoire) Mäskeou.

## Histoire
La station Alataou est mise en service le 1er décembre 2011, lors de l'ouverture à l'exploitation du premier tronçon, long de 7,6 km, de la ligne 1 du métro d'Almaty, entre Raïymbek batyr et Alataou. Son nom vient de la chaîne de montagnes du Trans-Ili Alataou, qui passe à 20 km d'Almaty.
Elle devient une station de passage le 18 avril 2015, lors de l'ouverture d'un prolongement de 2,74 km, en direction de la nouvelle station terminus sud Mäskeou.